# Apicia tibiaria
Apicia tibiaria là một loài bướm đêm trong họ Geometridae.